# Il Punto
Il Punto foi um grupo italiano de rock progressivo.

## História
A banda nasceu de uma ideia de Alberico Crocetta, o fundador e proprietário do Piper Club, que uniu quatro músicos romanos provenientes de outras experiências, entre os quais, o baterista Stefano D'Orazio.
A estreia ocorre junto a Tony Cucchiara, o qual acompanham na comédia musical Cassandra 2000. O grupo se exibe ao vivo no primeiro Festival Pop di Caracalla, em outubro de 1970. Logo depois, obtêm um contrato com a etiqueta discográfica de Franco De Gemini, a Beat Records Company e publicam o primeiro 45 rotações em maio do ano seguinte, após terem substituído o tecladista Gallinelli que partiu para o serviço militar.
Sempre em 1971, participam do Festival Pop de Villa Pamphili, e trabalham na trilha sonora do filme Ettore lo fusto, de Enzo G. Castellari, composta por Francesco De Masi, e de In nome del popolo italiano, de Dino Risi, composta por Carlo Rustichelli. Ambas as trilhas sonoras foram incluídas no álbum, publicado em 1972.
Logo após o lançamento do disco, D'Orazio recebe convite para adentrar ao Pooh no lugar de Valerio Negrini, e abandona assim Il Punto, o qual o substitui por Alessandro Montanari, proveniente da banda Le ore di punta. O grupo ainda muda de casa discográfica, passando à Picci, de Giuseppe Cassia, e publica um segundo 45 rotações. Logo em seguida a banda se dissolve por causa da partida para o serviço militar do baixista Mario Bertolami e do baterista Alessandro Montanari.
Em 1973, a canção É il mio mondo foi utilizada na trilha sonora do filme Sessomatto, de Dino Risi.

## Formação
- Vincenzo Pagliarini: voz, guitarra, flauta
- Sergio Gallinelli: órgão (de 1969 a 1970)
- Ugo Pace: teclados (de 1971 a 1972)
- Mario Bertolami: baixo, flauta
- Alessandro Montanari: bateria (de 1971 a 1972)

## Discografia

### 33 rotações
- 1972: In nome del popolo italiano -  Ettore lo fusto (Beat Records Company, (LPF 012)

### 45 rotações
- Maio de 1971: E' il mio mondo/Ragazzi che scappano (Beat Records Company, BTA 074)
- 1972: Non si ferma nessuno/La ballata del tempo (Picci, LG 3008)